# DansGuardian
DansGuardian és un programari de filtre de contingut, dissenyat per controlar l'accés a llocs web. Inclou un filtre de virus, important en sistemes Windows, és usat principalment en institucions d'educació, govern i empreses. Es caracteritza pel seu alt grau de flexibilitat i adaptació de la implementació.
DansGuardian s'instal·la en un ordinador (servidor) amb el sistema operatiu GNU/Linux, i filtrarà continguts de webs sol·licitades per la resta d'ordinadors (independentment del sistema operatiu que tinguin instal·lat). Per filtrar contingut fa servir comparació de caràcters, filtre PICS i filtre per URL.
Aquest programari s'ofereix amb una doble llicència: GPL v2 o comercial (depenent del seu ús).

## Característiques
Filtre de Virus

## Altres projectes
Actualment existeix un "fork" de Dansguardian anomenat MinD. MinD és l'acrònim redundant de MinD is not Dansguardian. Segons comenta la pròpia pàgina del projecte, MinD és un fork de l'última versió estable del famós filtre, al qual se li han afegit importants millores.